# Credito di funzionamento
Il credito (crediti) di funzionamento sono i crediti che si formano a causa della gestione dell'impresa e attengono allo svolgimento dell'attività caratteristica dell'impresa.
Essi nascono verso i soggetti ai quali sono stati ceduti i beni o forniti i servizi e le prestazioni. Il credito di funzionamento è ad esempio un "prestito", concesso a un fornitore, consentendogli una dilazione di pagamento.